# Habenaria tweedieae
Habenaria tweedieae är en orkidéart som beskrevs av Victor Samuel Summerhayes. Habenaria tweedieae ingår i släktet Habenaria och familjen orkidéer. Inga underarter finns listade i Catalogue of Life.